# Villa Favorita (Lugano)
Villa Favorita si trova nel quartiere di Castagnola, a Lugano, sul sponde dell'omonimo lago, alle pendici del Monte Brè.

## Storia
Costruita nel 1687 da Karl Konrad von Beroldingen, diventa di proprietà del luganese marchese Giovanni Riva nel 1732 per poi appartenere, tra il 1919 e il 1932, a Federico Leopoldo di Prussia. In seguito è stata acquistata dal barone Heinrich Thyssen-Bornemisza ed oggi è proprietà della fondazione che porta il suo nome.
A Villa Favorita Thyssen fa costruire una pinacoteca di venti sale per ospitare la sua collezione d'arte, ispirata alla Neue Pinakothek di Monaco di Baviera, e continuata da Hans Heinrich Thyssen-Bornemisza de Kászon, figlio del barone, dopo la morte di quest'ultimo nel 1947. Nel 1988, non vedendosi concesso il permesso per la realizzazione del concorso, vinto dallo studio inglese James Stirling e Michael Wilford, Thyssen presta la collezione al museo Museo Thyssen-Bornemisza a Madrid, dove le opere si trovano tuttora, essendo state vendute alla Spagna nel 1993.

### Dagli anni 1990 ad oggi
Nonostante la cessione della collezione, la villa resta aperta al pubblico come museo e parco per un certo periodo ma viene chiusa in seguito. Nel 2010 è stato approvato un progetto edilizio che prevede un complesso residenziale di otto singole ville di lusso per una superficie complessiva di seimila metri quadrati a cura degli architetti Herzog & de Meuron. Il progetto, denominato http://www.archidiluce.ch/index.html è attualmente in corso.
Nel 2013 Villa Favorita è stata acquistata dall'imprenditore Italiano Invernizzi come residenza privata. La Villa e il suo parco sono chiusi al pubblico, anche se il dibattito circa la possibilità di rendere le rive pubbliche rimane presente nel dibattito politico luganese.